# جنگل ملی سانتافه
جنگل ملی سانتافه (Santa Fe National Forest) یک پارک ملی در ایالت نیومکزیکو در آمریکا است.
مساحت این جنگل ۶۳۴۲ کیلومتر مربع است.

## نگارخانه

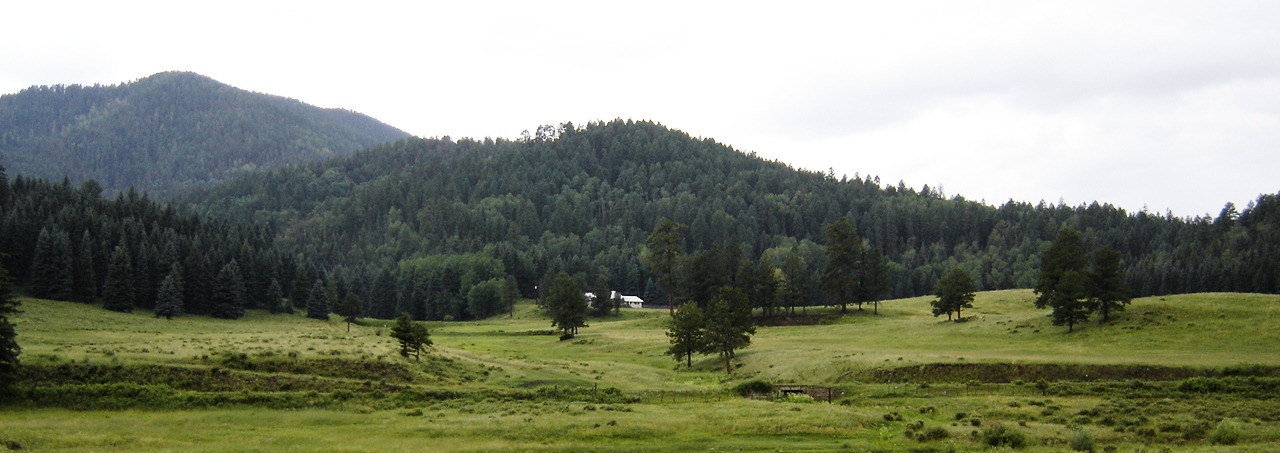